# Mordechai Kaplan
Mordechai Menachem Kaplan (va néixer el 11 de juny de 1881 - va morir el 8 de novembre de 1983) fou un rabí, teòleg, i educador jueu. Kaplan també va ser el cofundador del moviment del judaisme reconstruccionista, juntament amb el seu gendre Ira Eisenstein.

## Vida i obra
Kaplan va néixer a Švinečionys, Lituània, era fill del rabí Israel Kaplan, i de Hanna Kaplan. En 1889, va emigrar als Estats Units amb la seva mare i les seves germanes per unir-se al seu pare, en la ciutat de Nova York, a on estava treballant amb el gran rabí Jacob Joseph. Kaplan va estudiar en la yeshiva Etz Chaim en el barri de Manhattan per un període curt. En 1895, Kaplan va assistir a la universitat de la ciutat de Nova York. De 1893 a 1902 també va estudiar en el Seminari Teològic Jueu (en anglès: Jewish Theological Seminary) (JTS) dels Estats Units. Després de graduar-se en el City College de Nova York el 1900, Kaplan es va traslladar a la Universitat de Colúmbia per estudiar filosofia, sociologia, i educació, i va rebre un màster i un doctorat. Kaplan es va especialitzar en l'estudi de la filosofia, i va escriure una tesi sobre la filosofia ètica d'Henry Sidgwick. Els seus professors van incloure el filòsof de la cultura ètica Felix Adler i el sociòleg Franklin Giddings.
En juliol de 1908 es va casar amb Lena Rubin. Kaplan va rebre la seva ordenació rabínica (semicha) del rabí Isaac Jacob Reines, mentre estava en la seva lluna de mel. Kaplan va començar la seva carrera com a rabí ortodox, en la congregació Kehilath Jeshurun, una sinagoga de la ciutat de Nova York. El 1912, va ser assessor dels creadors del moviment Young Israel (Jove Israel) que forma part del judaisme ortodox modern, juntament amb el rabí Israel Friedlander. Kaplan va ser un pioner en la creació del concepte de centre comunitari jueu (Jewish community center) (JCC), i va ajudar a fundar la societat per la promoció del judaisme.
Kaplan va dur a terme la primera celebració pública d'un Bat mitsvà en els Estats Units, per la seva filla Judit, el 18 de març de 1922, en la societat per l'avanç del judaisme, la seva sinagoga en la ciutat de Nova York. Judit Kaplan, va recitar la benedicció preliminar, va llegir una porció de la parasha de la setmana en hebreu i en anglès, i després va entonar la benedicció de tancament.
Des de 1934 fins a 1970, Kaplan va escriure una sèrie de llibres, a on va expressar la seva ideologia reconstruccionista, que es va centrar en el concepte del judaisme com a civilització. Kaplan va ser un escriptor prolífic que va escriure un diari al llarg de la major part de la seva vida.
Després de la mort de la seva esposa el 1958, es va casar amb Rivka Rieger, una artista israeliana. Kaplan va morir en la ciutat de Nova York, el 1983 a l'edat de 102 anys, va ser sobreviscut per Rivka, i per les seves filles Judith Eisenstein (anteriorment Judith Kaplan), Hadassah Musher, Naomi Wenner, i Selma Jaffe-Goldman.

## Relació amb el judaisme ortodox
Kaplan va començar la seva carrera com a rabí ortodox, en la congregació Kehilath Jeshurun, en la ciutat de Nova York. Kaplan va col·laborar en la fundació del moviment Young Israel (Jove Israel) que forma part del judaisme ortodox modern el 1912,  i va ser el primer rabí contractat per la nova congregació (ortodoxa) Jewish Center (centre jueu) de Manhattan, quan aquesta va ser fundada el 1918. Kaplan va demostrar ser massa radical en les seves opinions religioses i polítiques, i va renunciar al centre jueu el 1921. Kaplan va ser objecte d'una sèrie d'articles polèmics, que van ser publicats per la premsa jueva ortodoxa, escrits pel rabí Leo Jung (que va esdevenir el nou rabí del centre jueu el 1922).
A continuació, es va involucrar en la societat per l'avanç del judaisme, a on el 18 de març de 1922, va tenir lloc la primera celebració pública d'un Bat Mitsvà en els Estats Units, per part de la seva filla Judith Kaplan. Això va donar lloc a nombroses crítiques en contra de Kaplan en la premsa jueva ortodoxa de l'època.
La idea central de Kaplan d'entendre el judaisme com una civilització religiosa, era quelcom fàcilment acceptat en el judaisme conservador, però la seva concepció naturalista de Déu no va ser tan acceptada. Fins i tot en el Jewish Theological Seminary, tal com escriu la revista The Forward: "Kaplan era un estrany, i sovint considerada en privat abandonar la institució". El 1941, la facultat il·lustra el seu desacord amb Kaplan en escriure una carta conjunta al professor de homilètica, expressant el seu desacord complet amb Kaplan en referència a la seva nova Hagadà per al seder de Péssah. Quatre anys més tard, els professors del seminari Alexander Marx, Louis Ginzberg i Saul Lieberman va fer pública la seva reprensió per escrit en una carta al periòdic hebreu Hadoar, i van censurar el llibre d'oracions de Kaplan, i tota la seva carrera com a rabí. El 1945 la unió de rabins ortodoxos es va reunir formalment amb la intenció d'excomunicar del judaisme ortodox a qui ells van considerar com la veu més herética de la comunitat: el rabí Mordechai Kaplan, l'home que esdevindria el fundador del judaisme reconstruccionista. Kaplan, va ser un crític de l'ortodòxia i del judaisme reformista. Kaplan creia que la pràctica jueva, ha de conciliar-se amb el pensament modern, una filosofia que es veu reflectida en el seu llibre d'oració del dissabte. El 1945 la unió de rabins ortodoxos "es va reunir formalment per excomunicar del judaisme ortodox a qui es considera la persona i la veu més herètica de la comunitat jueva: el rabí Mordechai Kaplan, l'home que va esdevenir el fundador del judaisme reconstruccionista, Kaplan, un crític de l'ortodòxia i el reformisme. El judaisme reconstruccionista, creu que la pràctica jueva, ha de conciliar-se amb el pensament modern, una filosofia que es veu reflectida en el seu llibre d'oració del dissabte.
Kaplan va produir una autèntica revolució en la teologia jueva. Kaplan fou també condemnat com heretge, per membres del Young Israel (Jove Israel), que ell mateix havia ajudat a fundar. Els seus seguidors van intentar-lo convèncer, per abandonar formalment el judaisme conservador, però ell es va negar, i va seguir amb el Jewish Theological Seminary (JTS) fins que es va retirar el 1963. Finalment, el 1968, el seu deixeble més proper, i el seu gendre, Ira Eisenstein, van fundar una escola separada, el Col·legi Rabínic Reconstruccionista (en anglès: Reconstructionist Rabbinical College) (RCC), a on la filosofia de Kaplan, el judaisme reconstruccionista, va ser promogut com un moviment religiós independent.

## Universitat
Kaplan va escriure un assaig sobre la necessitat d'una "universitat de judaisme", en el que va anomenar un àmbit universitari que podia presentar el judaisme com una profunda cultura, i com una civilització en desenvolupament. La seva proposta inclou programes en arts dramàtiques i eines per estimular la creativitat artística jueva, un col·legi per entrenar als jueus per a viure plenament en la cultura americana i jueva, com a ciutadans contribuents, una escola per capacitar als educadors jueus, i un seminari rabínic, per entrenar als rabins creatius i visionaris. El 1947, amb la participació del rabí Simon Greenberg, els seus esforços cap a aquest fi van culminar en la creació de la American Jewish University, aleshores coneguda com la "universitat del judaisme". La seva visió segueix trobant expressió en el postgrau, pregrau, l'ordenació rabínica, i en els programes d'educació contínua de la universitat.

## La teologia de Kaplan
La teologia de Kaplan va sostenir que a la llum dels avanços en la filosofia, la ciència i la història, que seria impossible pels jueus moderns continuar adherint-se a moltes de les afirmacions teològiques tradicionals del judaisme. La teologia naturalista de Kaplan, es considera com una variant de la filosofia de John Dewey. El naturalisme de Dewey, combina l'ateisme amb la terminologia religiosa, amb la finalitat de construir una filosofia religiosa satisfactoria pels que havien perdut la fe en la religió tradicional. Kaplan també va ser influenciat per l'argument d'Émile Durkheim, de que la nostra experiència del sagrat, és una funció de la solidaritat social. Matthew Arnold i Hermann Cohen estaven entre les seves altres influències.
D'acord amb prominents pensadors jueus medievals inclosos Maimònides, Kaplan va afirmar que Déu no és personal, i que totes les descripcions antropomòrfiques de Déu, són metàfores imperfectes. La teologia de Kaplan, va ser més enllà, en afirmar que Déu és la suma de tots els processos naturals que permeten que l'home es converteixi en un actor complet:
No tots els escrits de Kaplan sobre el tema van ser consistents; la seva posició ha evolucionat poc amb els anys, i dues teologies diferents es poden destriar amb una lectura acurada. La visió més popularment associada amb Kaplan és la d'un naturalisme estricte, com el naturalisme de John Dewey, que ha estat criticada, per alguns, per l'ús d'una terminologia religiosa, per emmascarar un tò no teista, així com una posició teològica, propera al ateisme. Una segona lectura de la teologia de Kaplan existeix, en la que queda clar que Déu té realitat ontològica, Déu és una entitat real i absoluta, que existeix independent de les creences humanes. Kaplan al mateix temps rebutja el teisme clàssic, i qualsevol creença en els miracles. El 1973, Kaplan va ser un dels signants del manifest humanista 2.

### Llibres
- Judaism as a Civilization (1934)
- Judaism in Transition (1936)
- The Meaning of God in Modern Jewish Religion (1937).[9]
- The Future of the American Jew (1948)
- Questions Jews Ask (1956)
- Judaism Without Supernaturalism (1958)
- The New Zionism (1959)
- The Greater Judaism in the Making (1960)
- The Purpose and Meaning of Jewish Existence (1964)
- The Religion of Ethical Nationhood (1970)
- If Not Now, When? (1973)

### Articles
- 'What Judaism is Not,' The Menorah Journal, Vol. 1, No. 4, (October 1915),[10]
- 'What is Judaism,' The Menorah Journal, Vol. 1, No. 5, (December 1915),[11]
- 'Isaiah 6:1–11,' Journal of Biblical Literature, Vol. 45, No. 3/4, (1926).
- 'The Effect of Intercultural Contacts upon Judaism,' The Journal of Religion, (January 1934).
- 'The Evolution of the Idea of God in Jewish Religion,' The Jewish Quarterly Review, Vol. 57, (1967).